# Antoine B. Daniel
Antoine B. Daniel pseudonim trójki francuskich autorów:  prozaika Antoine'a Audouarda, prozaika Jean-Daniela Baltassata i historyka Bertranda Houette'a.
W formie powieści awanturniczo-romantycznej opisali podbój państwa Inków w trylogii Inkowie.
Tytuły części:
- Cień pumy;
- Złoto Cuzco;
- Światło Machu Picchu.

Kolejne książki:
- Reine de Palmyre (dwie części)
- Les roses noires